# Supella orientalis
Supella orientalis är en kackerlacksart som beskrevs av Philippe Grandcolas 1994. Supella orientalis ingår i släktet Supella och familjen småkackerlackor. Inga underarter finns listade i Catalogue of Life.